# Площадь Согласия

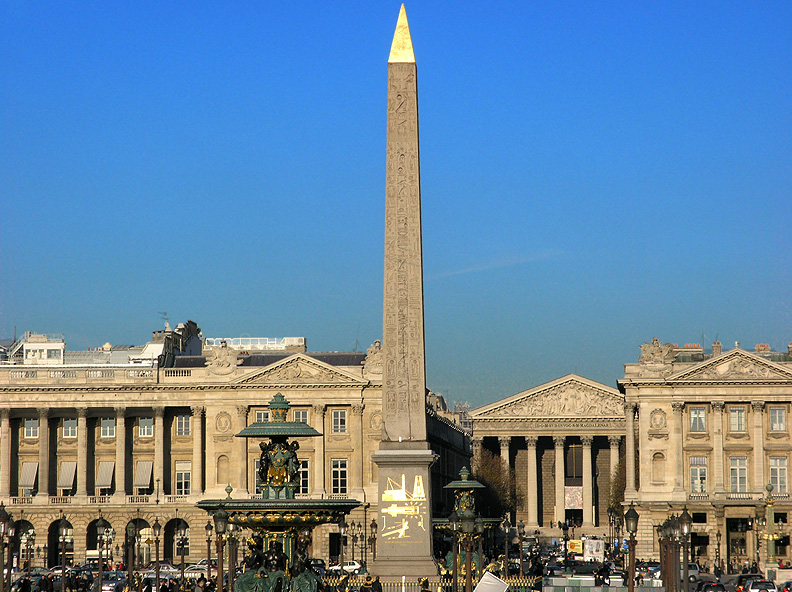
Вид на церковь Мадлен с площади Согласия

Площадь Согласия (фр. Place de la Concorde) — центральная площадь Парижа, выдающийся памятник градостроительства эпохи неоклассицизма. Находится в VIII округе Парижа на правом берегу Сены, в центре города между Елисейскими полями (с запада) и садом Тюильри (с востока). Является второй по величине во Франции (после площади Кинконс в Бордо). Носила имя короля Людовика XV, поскольку её территория, находившаяся в собственности короля, была предоставлена городу королём Людовиком в 1743 году. После свержения монархии называлась Площадью Революции; современное наименование получила решением Директории 25 октября 1795 года в знак примирения сословий по окончании революционного террора. В 1937 году ансамбль площади был внесён в перечень исторических памятников Франции.
Площадь Согласия — один из примеров создания архитектурного ансамбля в тесной застройке средневекового города. Ранее в Париже были сооружены Площадь Побед (1685) и Вандомская площадь (1699). В 1748 году архитектор Пьер Патт выполнил план центральной части Парижа с изображением существующих зданий и планируемых королём площадей. В конечном итоге ансамбль площади стал важнейшим творением эпохи Просвещения в столице. Он отражает поворотный момент в эволюции западноевропейских художественных стилей в середине восемнадцатого века: упадок стиля рококо и рождение неоклассицизма.

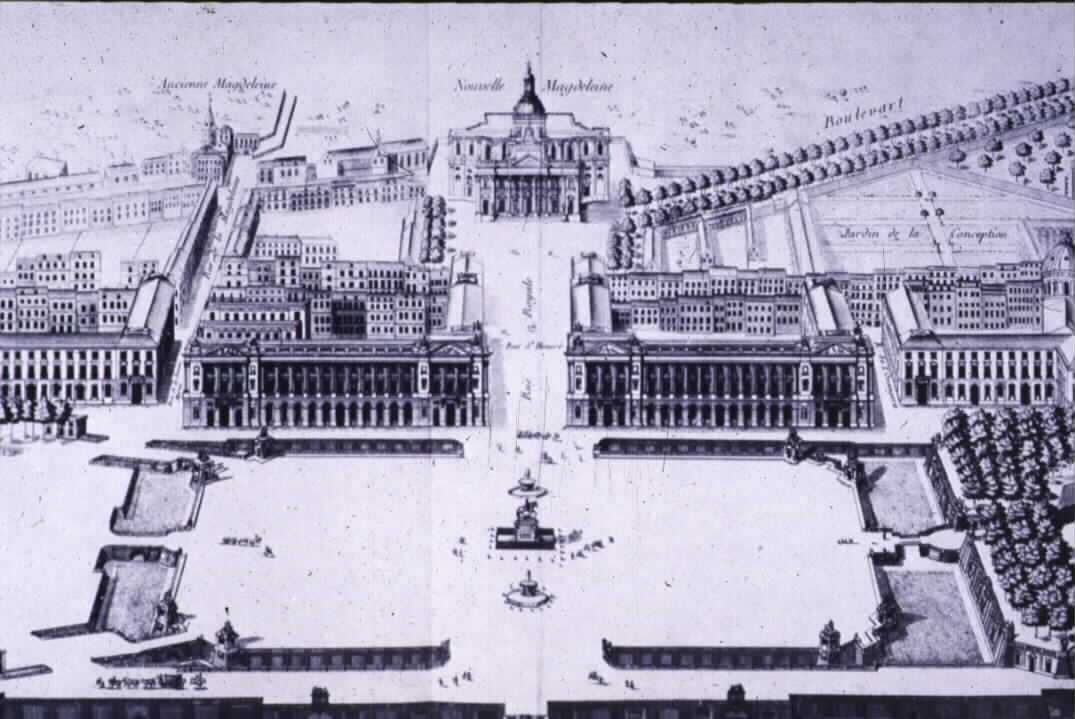
Площадь Людовика XV. Проект Ж.-А. Габриэля. 1758

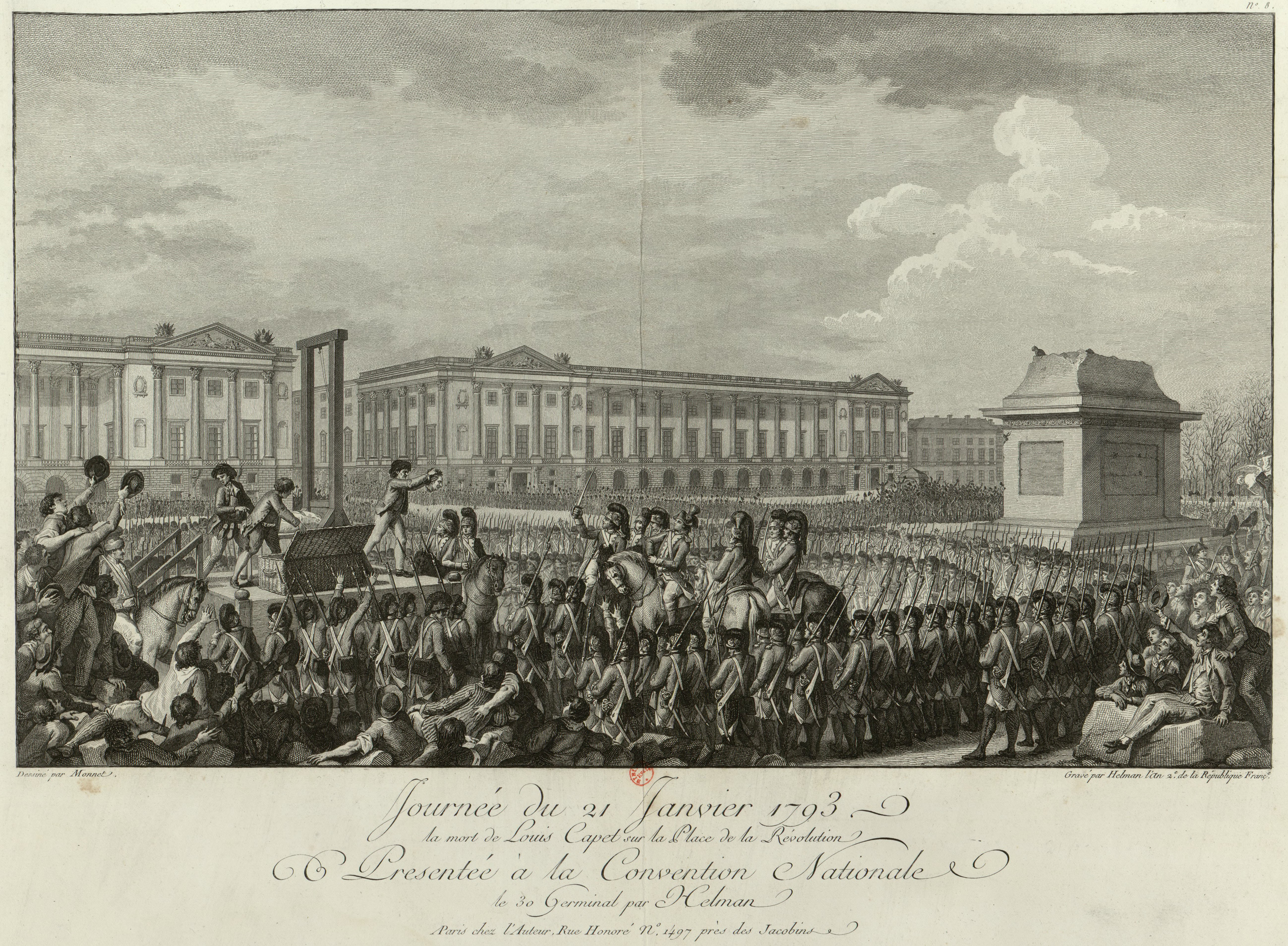
Казнь Людовика XVI. Справа постамент статуи Людовика XV. Офорт А.-Ж. Дюкло. 1793

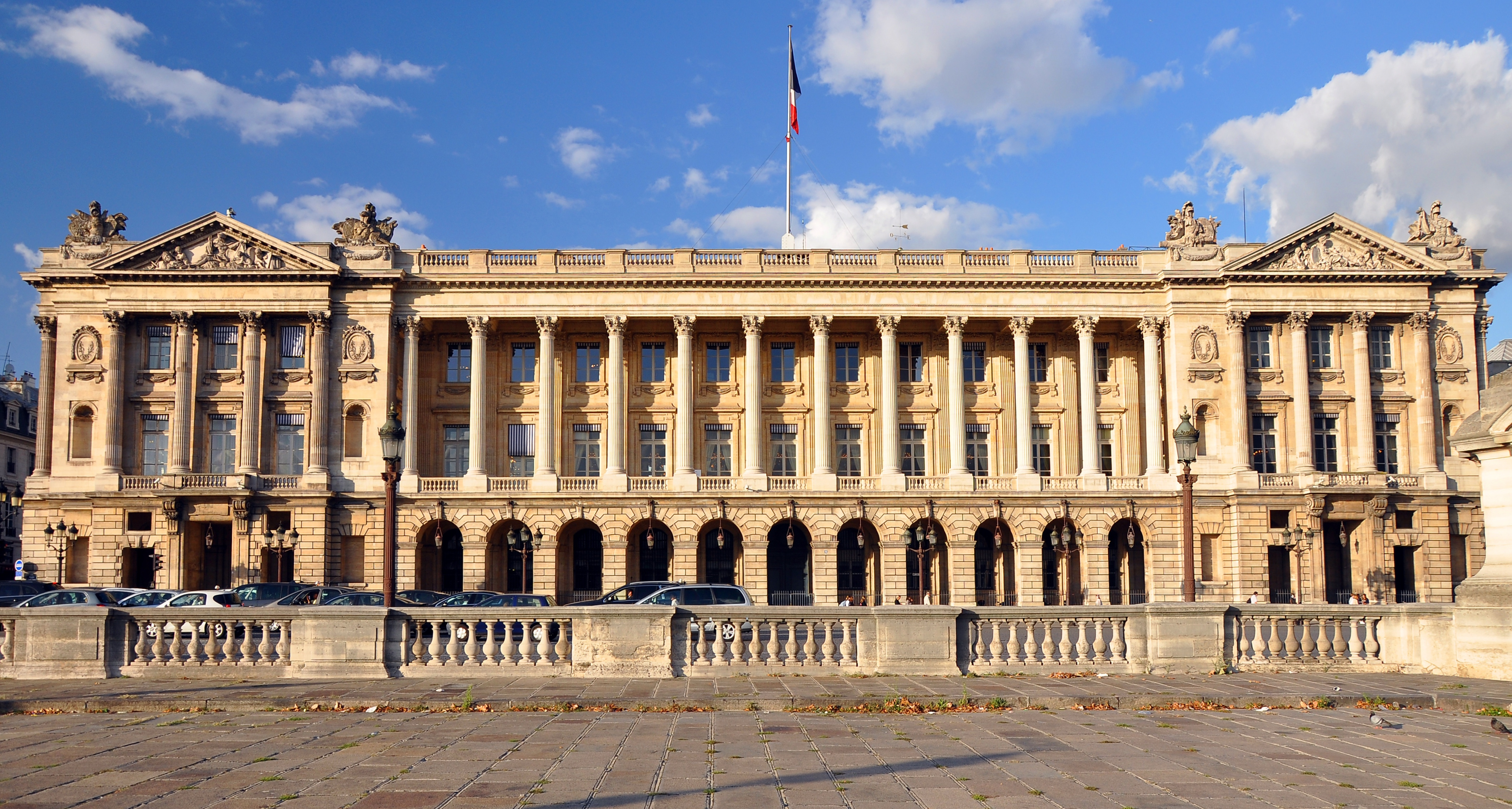
Здание Морского министерства

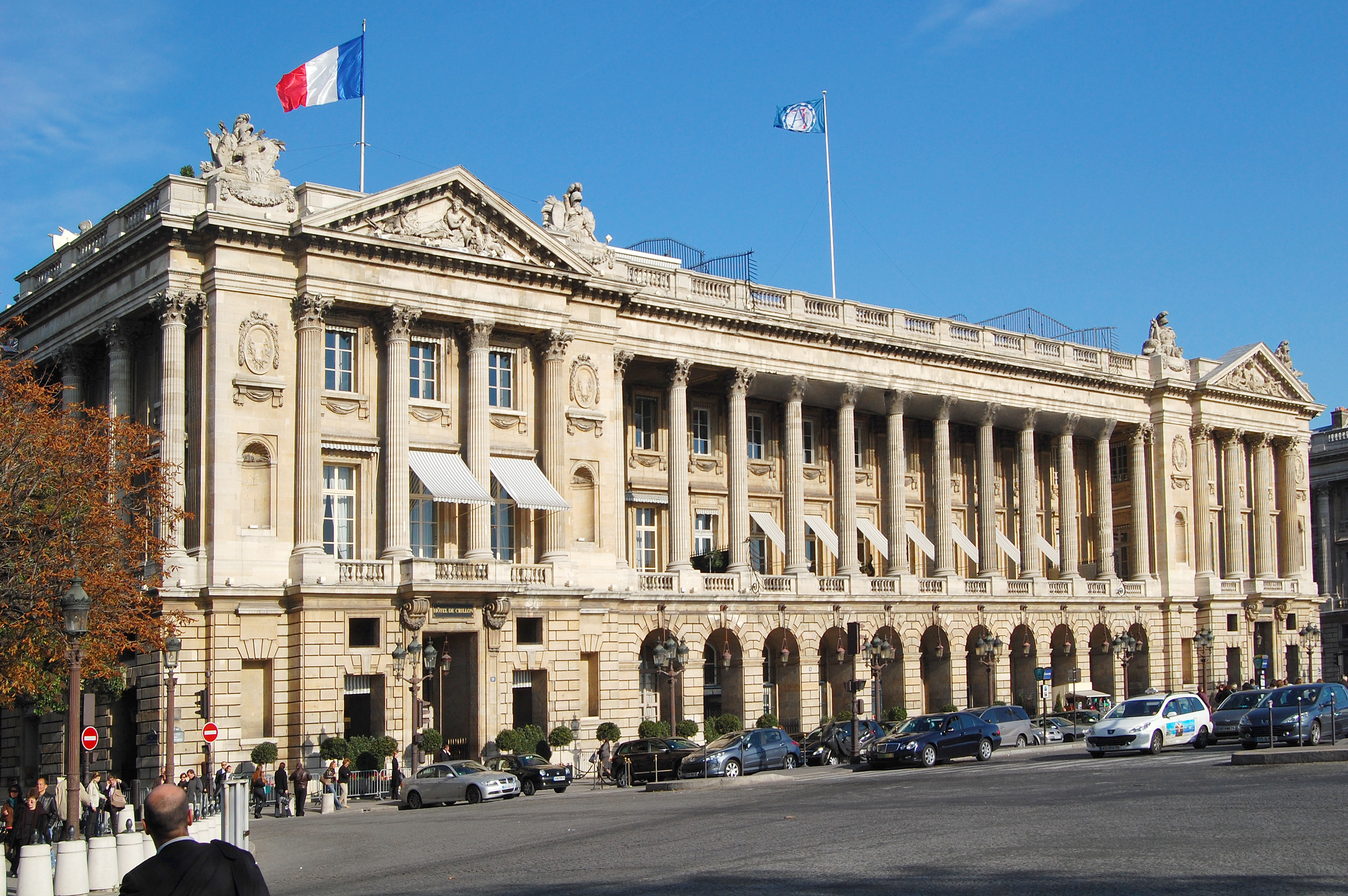
Отель Крийон

## История
Площадь имени Людовика XV была создана по заказу самого короля. В 1748 году старшины Парижа и гильдия торговцев решили воздвигнуть конную статую Людовика XV, чтобы отпраздновать выздоровление короля после болезни, от которой он страдал в Меце. В 1753 году был объявлен конкурс на лучшее место, в котором приняли участие девятнадцать архитекторов, в том числе Первый королевский архитектор Жак-Анж Габриэль, архитекторы Ж. Бофран, Ж.-Б. Валлен-Деламот, Ж.-Ж. Суффло и итальянец Дж. Сервандони. Все проекты были признаны неудачными.
Ж.-А. Габриэль предложил площадь в форме октогона (восьмигранника), окружённого балюстрадой со статуями по углам. Этот проект также был отвергнут. В результате король поручил Габриэлю обобщить лучшее из разных проектов, представленных на конкурс. Созданная Эдме Бушардоном и завершённая Жаном-Батистом Пигалем, конная статуя Людовика XV в образе древнеримского полководца была торжественно открыта 20 июня 1763 года. Она была установлена в центре эспланады, обращённой на восток. Постамент работы архитектора Ж.-Ф. Шальгрена был украшен барельефами и бронзовыми фигурами, символизирующими добродетели короля: силу, справедливость, благоразумие и мир. В 1789 году архитектор Бернар Пойе предложил королю застройку площади четырьмя зданиями по углам, но и этот проект не получил развития.
В 1793 году в северо-западном углу площади установили гильотину, на которой сначала казнили короля Людовика XVI и королеву Марию-Антуанетту, затем Шарлотту Кордэ (убийцу Марата), а в следующем 1794 году — Дантона, Робеспьера и других революционеров.
11 августа 1792 года, на следующий день после отмены монархии, конная статуя Людовика XV была сбита с пьедестала и отправлена на переплавку. По этому случаю «кровавая площадь» была переименована в «Площадь Революции». 10 августа 1793 года на постаменте старой статуи Людовика XV, которая оставалась пустой в течение года, была установлена гипсовая Статуя Свободы работы скульптора Ф.-Ф. Лемо. Она простояла до 1800 года.
В 1794 году по предложению «художника революции» Жака Луи Давида парные скульптурные группы «Коней Марли» (Укротителей коней), произведение скульптора Гийома Кусту Старшего (1743—1745), перевезли из дворца Марли в Париж и установили симметрично на западной границе площади у въезда на Елисейские поля. В настоящее время скульптурные группы заменены копиями, оригиналы находятся в Лувре. В том же году у входа в сад Тюильри симметрично установили скульптуры Славы и Меркурия, восседающих на крылатых Пегасах работы скульптора А. Куазево (затем их заменили копиями, оригиналы также находятся в Лувре).
В 1831 году наместник Египта Мехмет Али подарил Франции два обелиска из храма фараона Рамсеса II в Луксоре. Обелиск высотой 22,83 метра был доставлен в Париж 21 декабря 1833 года и по решению короля Луи-Филиппа I был установлен в центре Площади Согласия 25 октября 1836 года (второй обелиск остался в Луксоре). На постаменте нанесены диаграммы, иллюстрирующие процесс доставки обелиска из Египта во Францию. Позолоченное навершие обелиска появилось в 1998 году.

## Архитектура
Строительство площади осуществлялось в 1757—1779 годах. Главная особенность Площади Согласия заключается в том, что она ограничена только с трёх сторон: Елисейскими полями на западе, садом Тюильри на востоке и двумя симметричными фасадами зданий северной стороны. С юга площадь открывается к набережной Сены. Эффектная перспектива образуется пересечением двух осей: Елисейские поля и эспланада Лувра (запад-восток), Улица Рояль (rue Royale) и Мост Согласия (Pont de la Concorde) (север-юг). Северную перспективу Королевской улицы замыкает колонный портик церкви Св. Магдалины (l'église de la Madeleine), а южную — похожий портик Бурбонского дворца, что придаёт ансамблю площади особенную цельность.
Обращённые к площади фасады симметрично расположенных зданий северной стороны: Дворец Морского министерства (Hôtel de la Marine; восточный корпус) и Отель Крийон (Hôtel de Crillon; западный), построенные в 1758—1772 годах по проекту Ж.-А. Габриэля, оформлены колоннадами большого ордера. Колонны большого ордера обоих зданий образуют лоджии второго и третьего этажей, они фланкированы колонными ризалитами с треугольными фронтонами. Первые этажи оформлены аркадами и рустовкой.
Один из участников конкурса, Ж. Б. М. Валлен-Деламот, использовал композицию Габриэля в собственном проекте здания Императорской Академии художеств в Санкт-Петербурге (1759—1775).
Между 1836 и 1846 годами Площадь Согласия была преобразована архитектором Жаком-Игнасом Гитторфом, который добавил два монументальных фонтана по обе стороны от обелиска, окружил площадь фонарными столбами и ростральными колоннами. Таким образом площади была придана военно-морская символика согласно назначению одного из зданий (Морского министерства). Композиция обелиска с двумя фонтанами, торжественно открытыми 1 мая 1840 года, восходит к Площади Святого Петра в Риме. Аллегорические скульптуры северного фонтана символизируют речное судоходство (представляют реки Рейн и Рону, урожай винограда и пшеницы), южного фонтана — морское судоходство (аллегории Средиземного моря, океана и рыболовства).
По углам площади находятся аллегорические скульптуры, символизирующие восемь главных городов Франции: Лион, Марсель, Бордо, Нант, Руан, Брест, Лилль и Страсбург.

## Известные жители
На углу площади Согласия и улицы Сен-Флорантен в собственном особняке жил Талейран.

## В искусстве
Картина Эдгара Дега «Площадь Согласия» после падения Берлина была вывезена в СССР и ныне экспонируется в Эрмитаже.

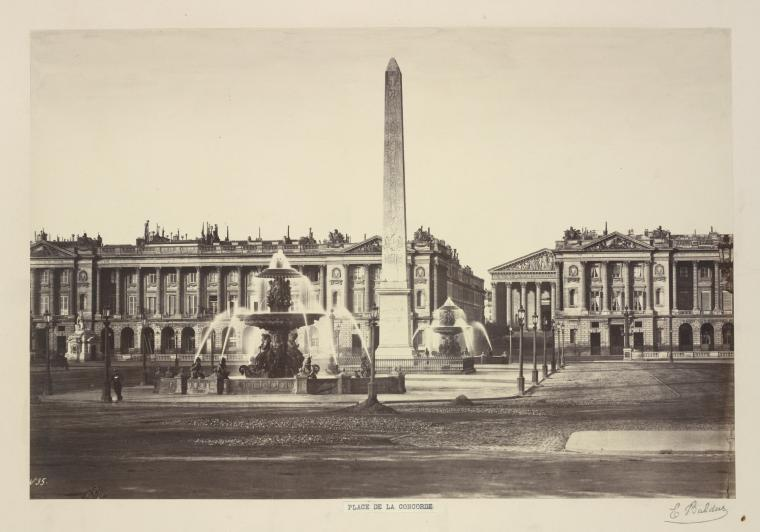
Площадь Согласия. Фотография 1855 г.
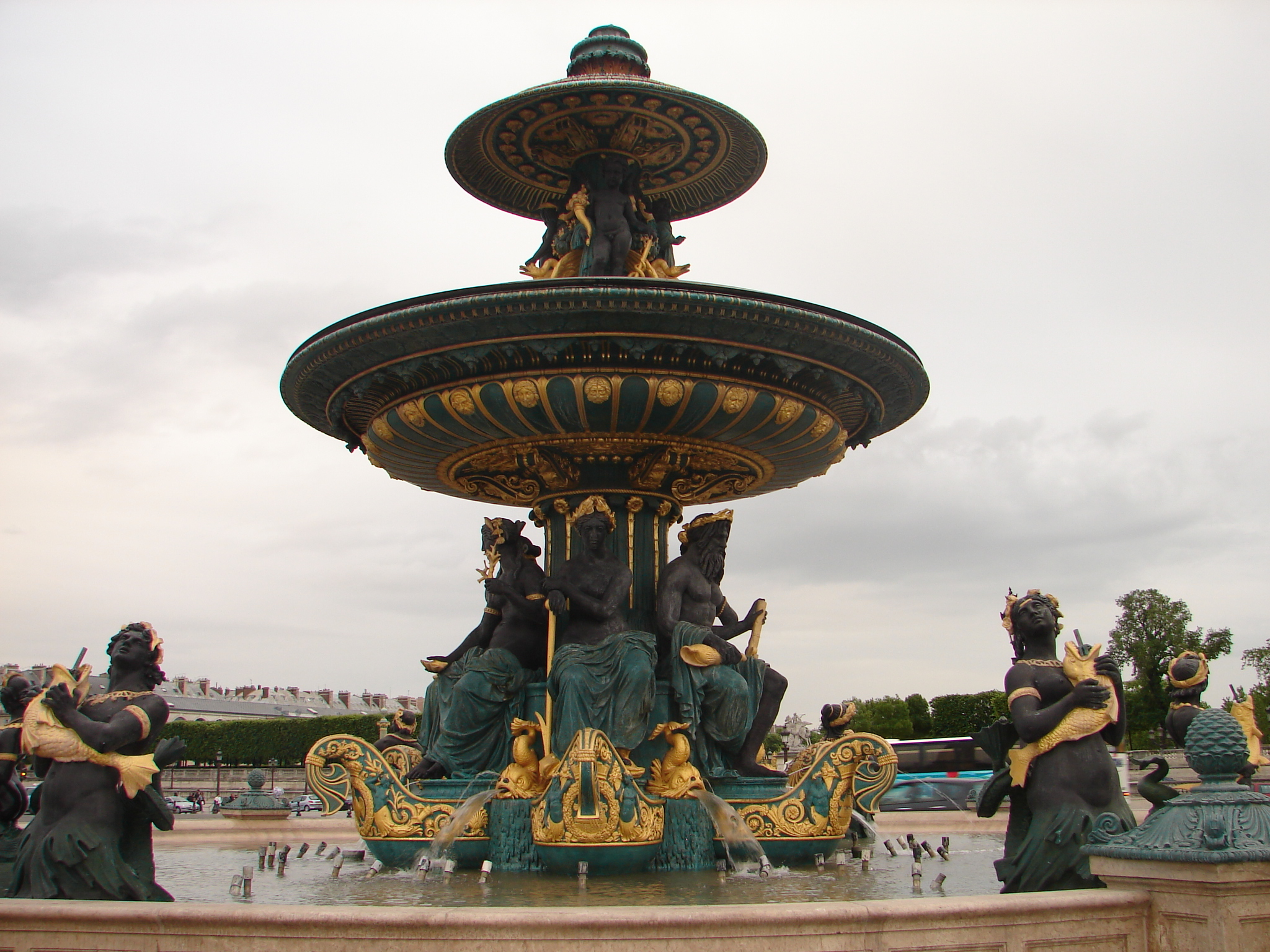
Один из фонтанов Площади Согласия
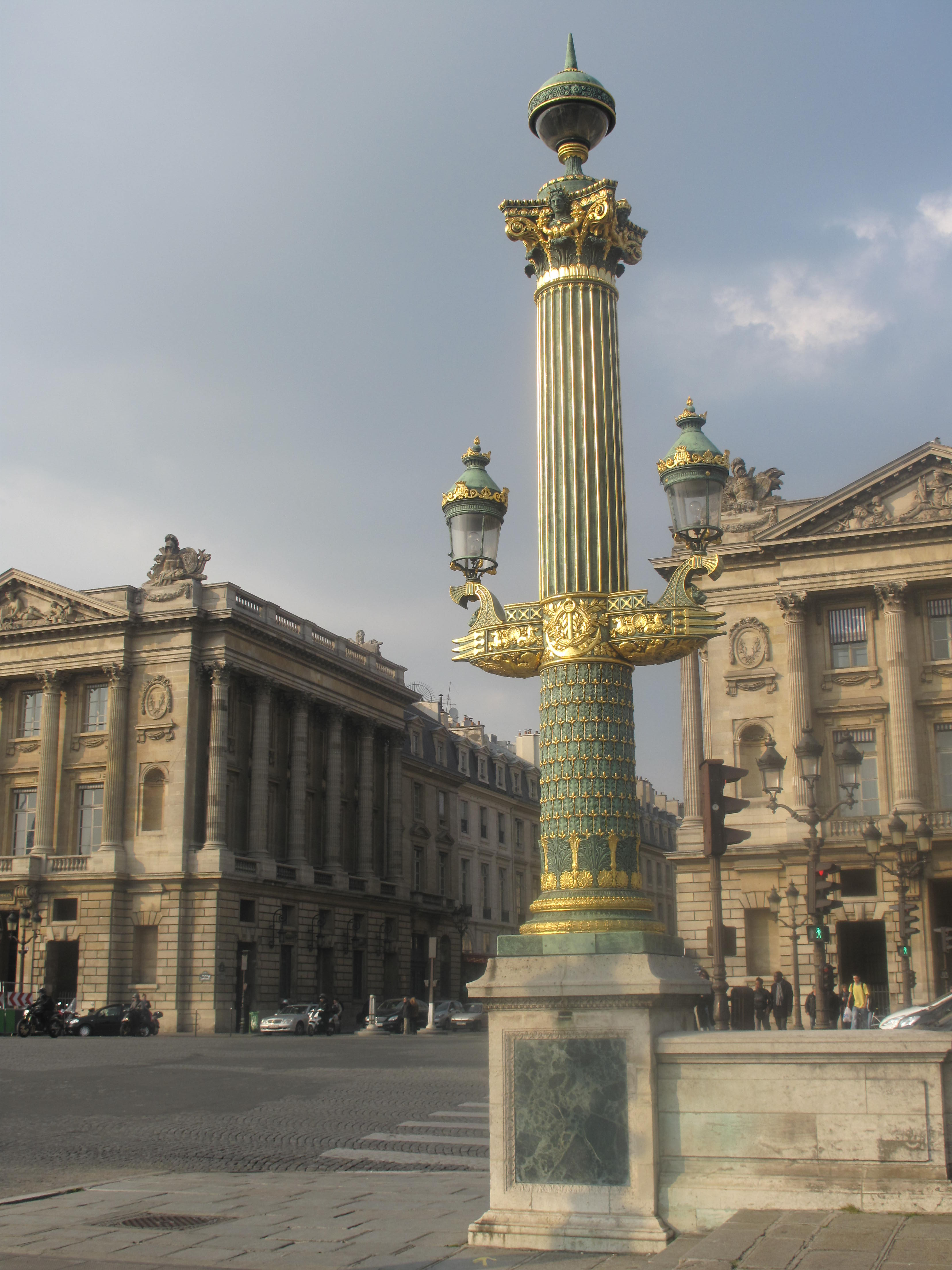
Ростральный фонарный столб
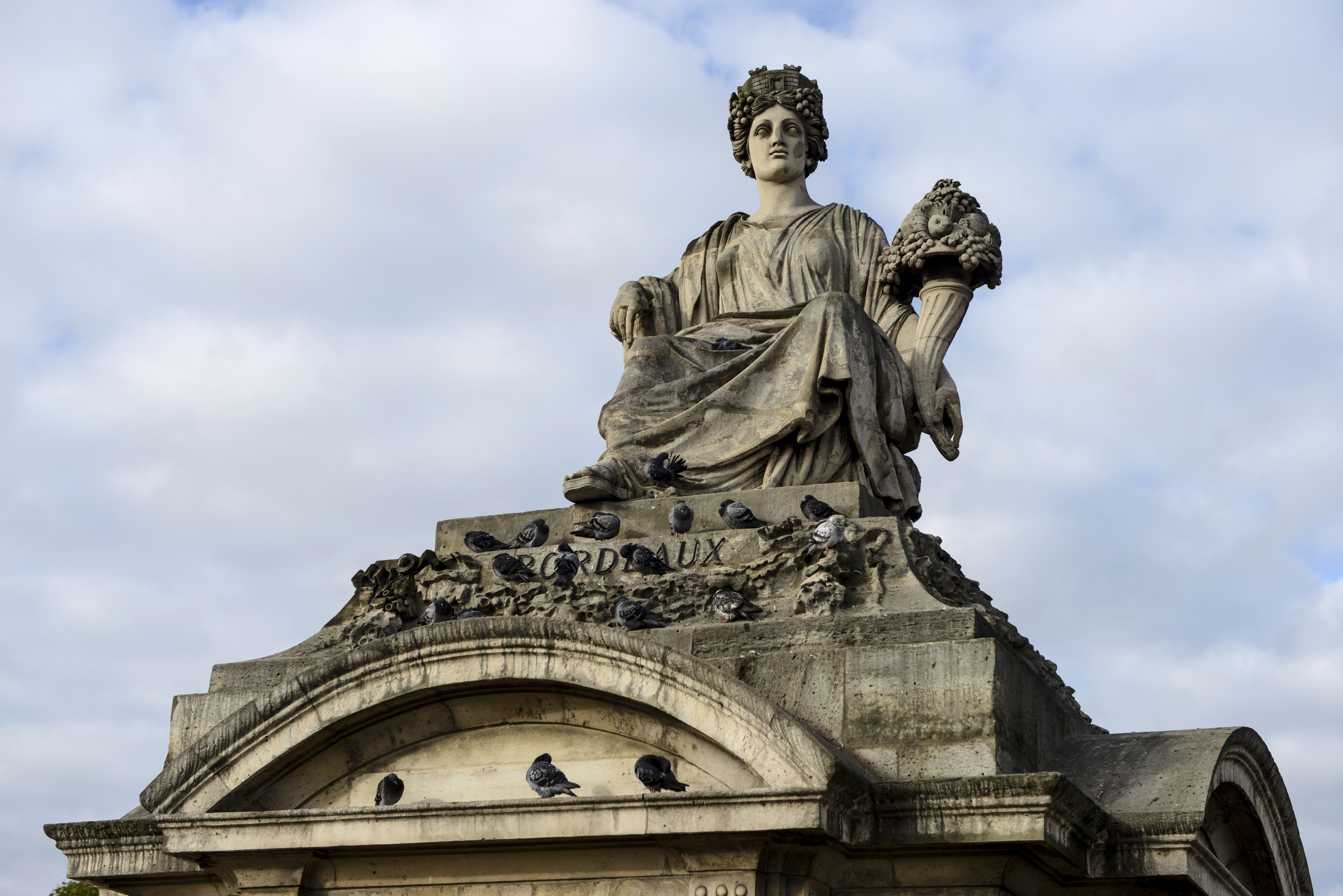
Аллегория Бордо
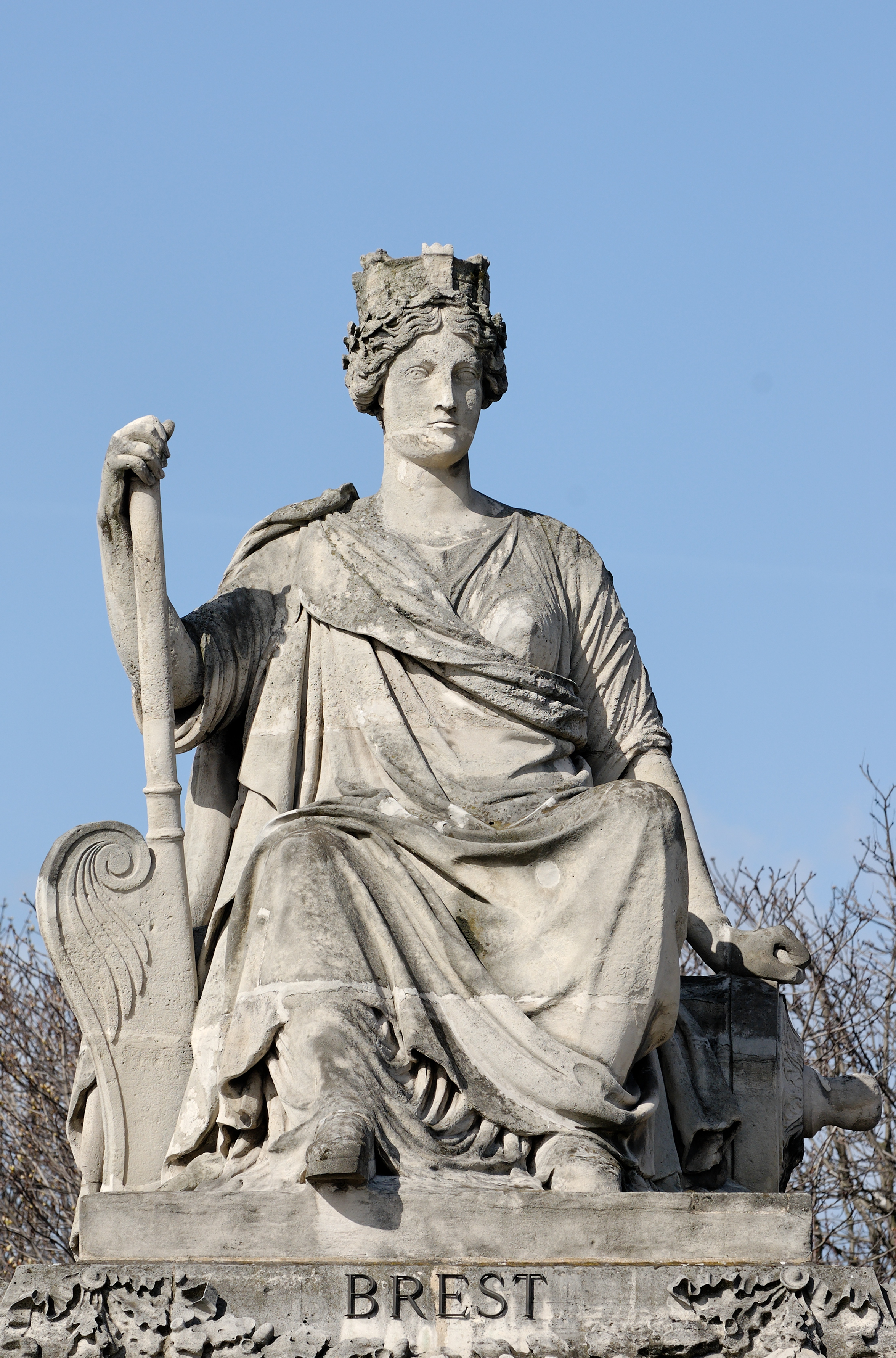
Аллегория Бреста
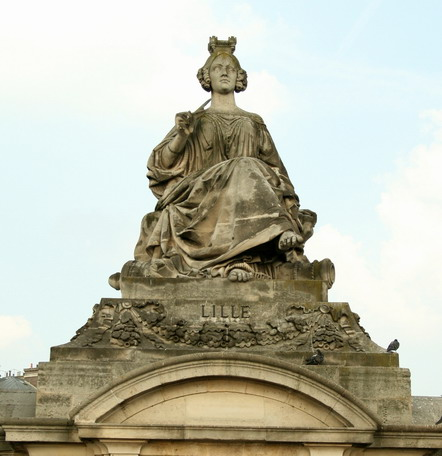
Аллегория Лилля
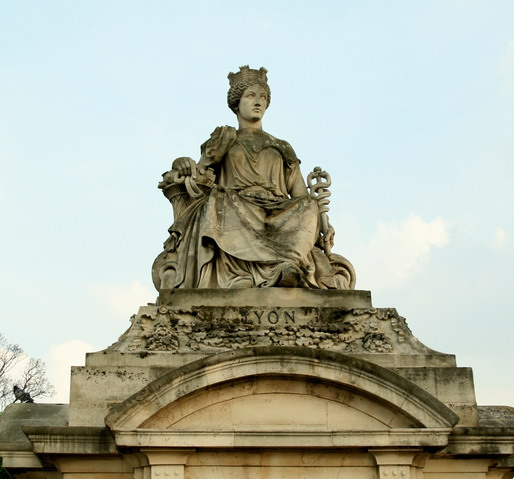
Аллегория Лиона
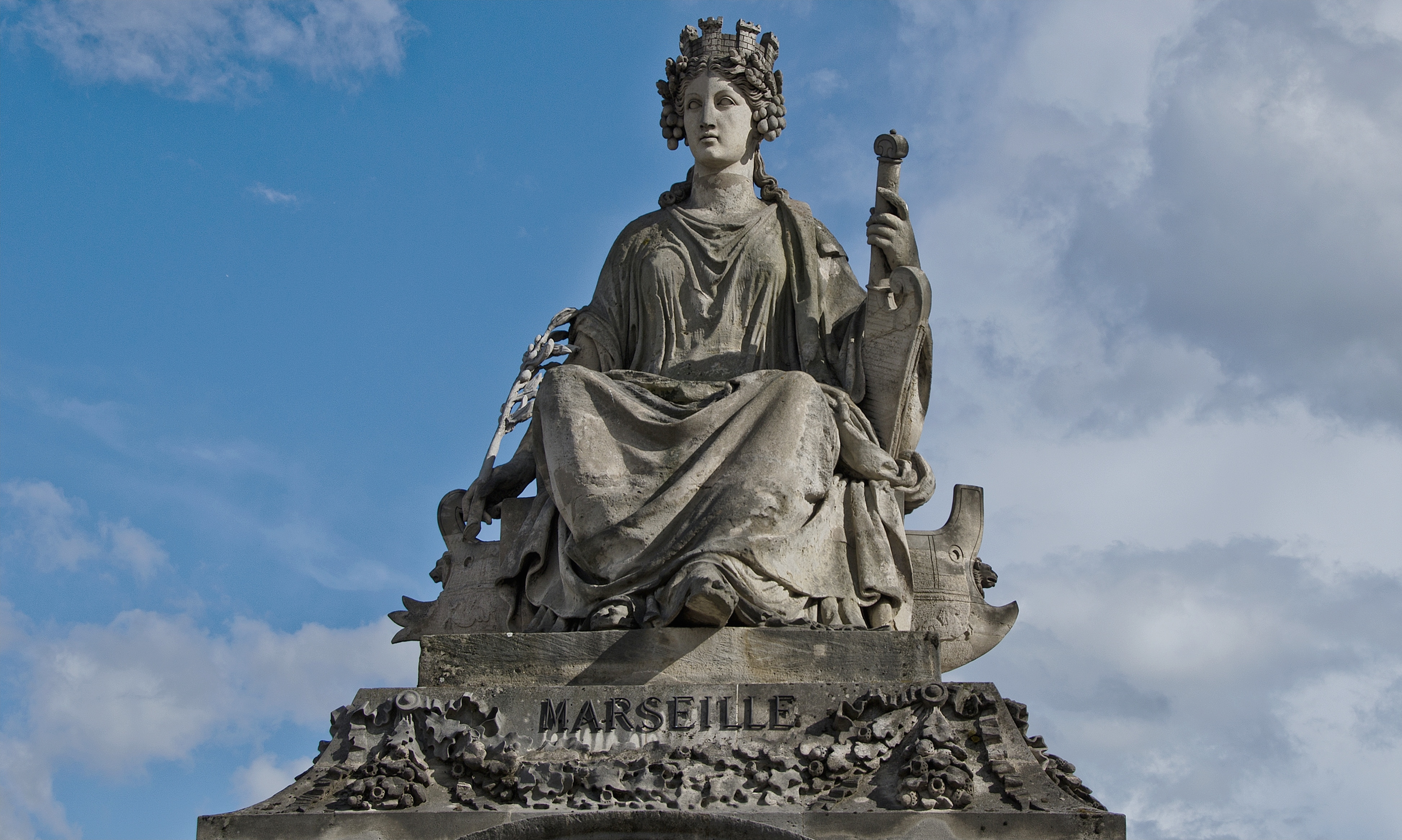
Аллегория Марселя
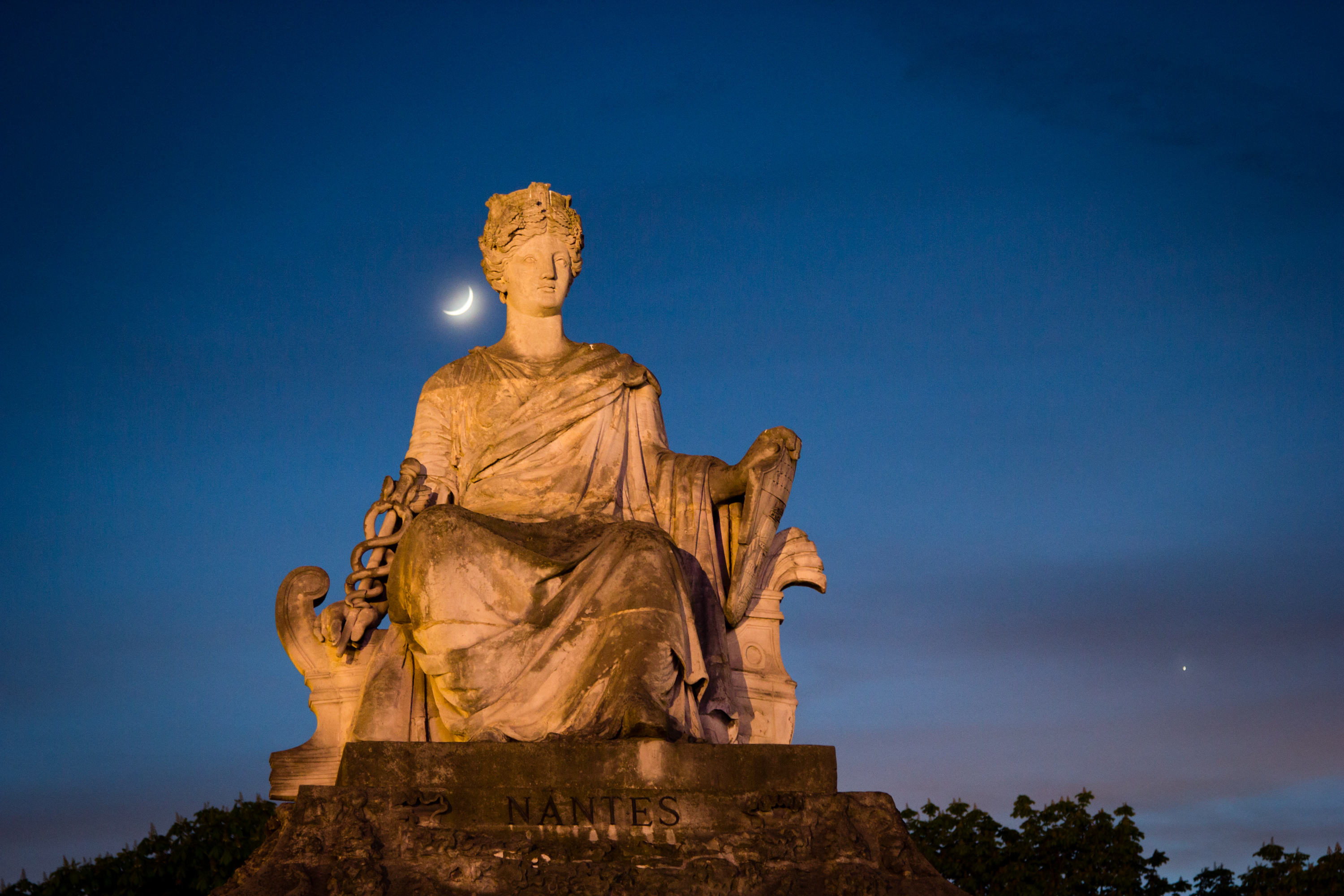
Аллегория Нанта
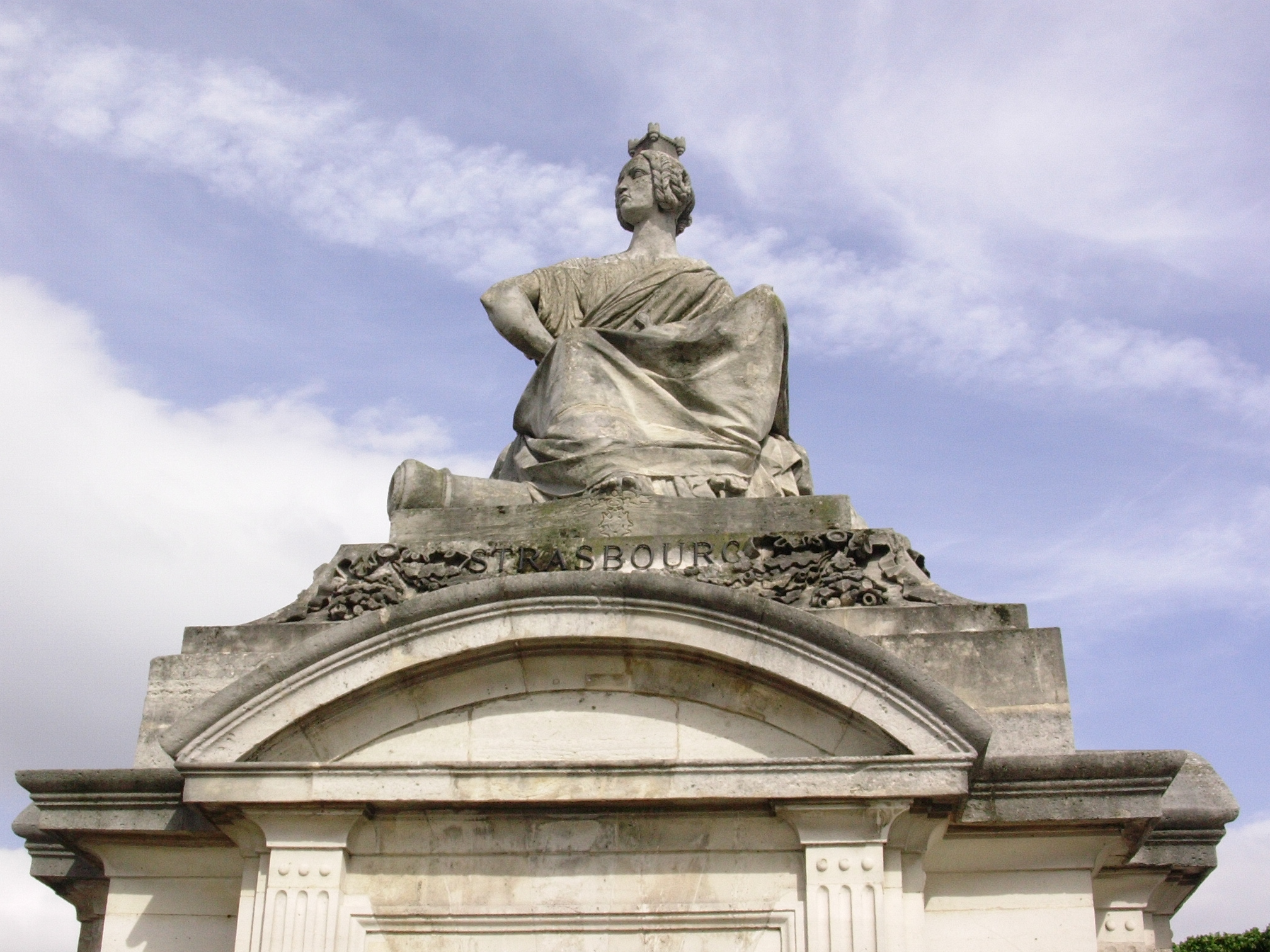
Аллегория Страсбурга
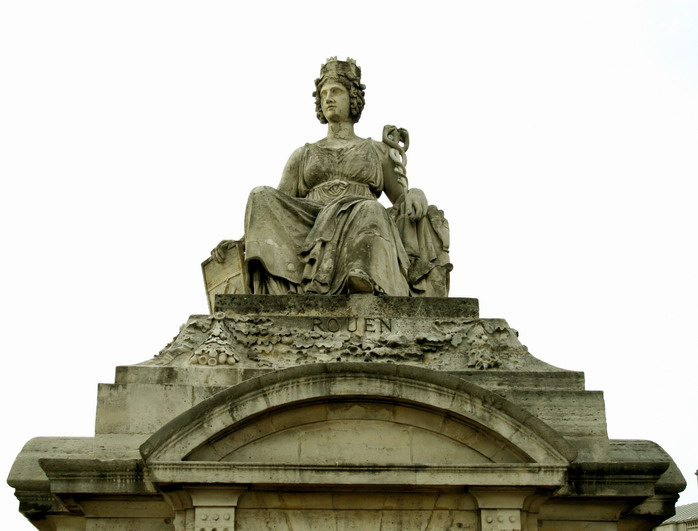
Аллегория Руана
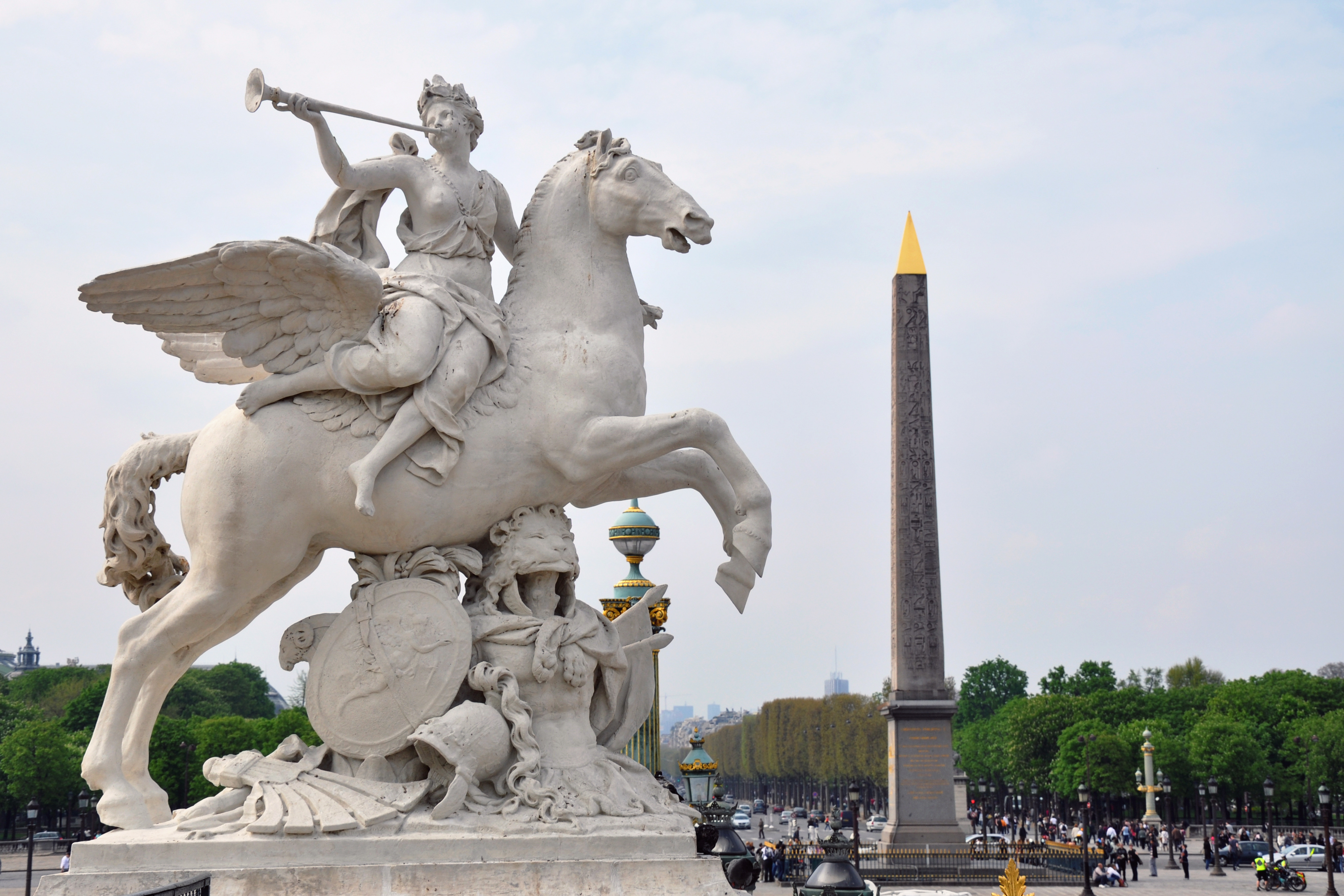
Слава верхом на Пегасе
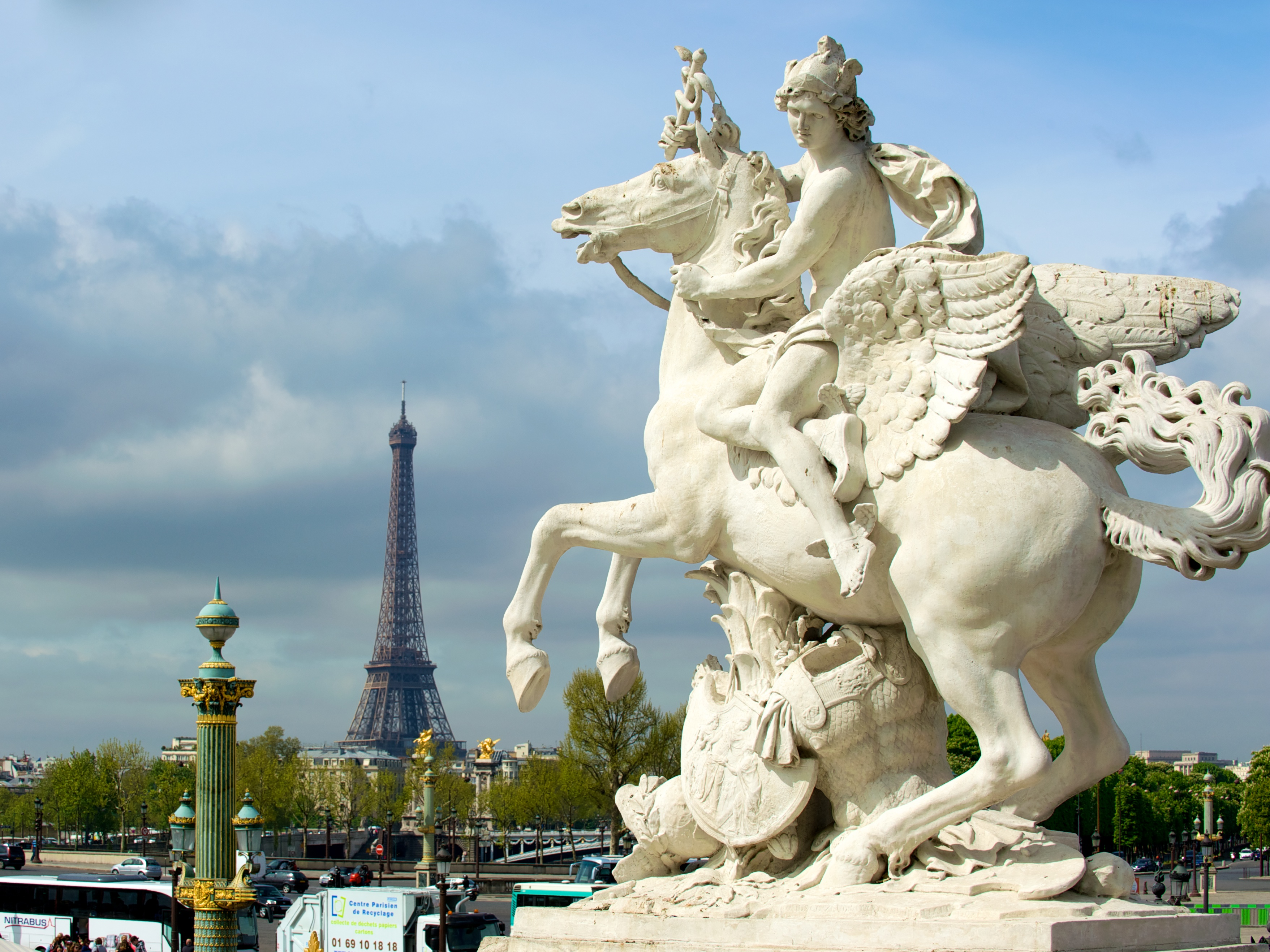
Меркурий верхом на Пегасе